# Ивановский, Николай Иванович
Ивановский Николай Иванович (1840—1913) — доктор богословия, заслуженный профессор Казанской духовной академии, исследователь раскола русской церкви.

## Биография
Родился в 1840 году в семье священника. Учился в Архангельской семинарии и в Санкт-Петербургской духовной академии, где окончил курс в 1865 году, и в том же году 9 октября был определён, а 21 октября вступил в должность бакалавра по кафедре раскола Казанской духовной академии — на место, уехавшего за границу И. М. Добротворского. С апреля 1867 года он также исполнял должность помощника инспектора.
С 1869 года — экстраординарный профессор. В 1883 году, после защиты диссертации «Критический разбор учения не приемлемых священства старообрядцев о церкви и таинствах» (Казань, 1883; 2-е изд. — 1892), был избран ординарным профессором кафедры истории и обличения русского раскола Казанской духовной академии. С 1873 года преподавал учение о расколе и в Казанской семинарии. 
С 1875 года был членом комиссии по описанию рукописей Соловецкого монастыря. 
С 1871 года он вёл практическую деятельность по обличению раскола: беседовал со старообрядцами в Казани, многократно ездил для собеседования в раскольнические местности казанской епархии и за пределы этой епархии: в 1882 году  в Саратов, в 1887—1889 и 1891—1892 годах — в Нижний Новгород, в 1888 и 1889 годах — в Петербург.
В 1898 году подготовлено полное собрание его сочинений и издан 1-й том. О противораскольнической деятельности «Четверть века служения со времени открытия собеседований».
Был награждён орденами: Св. Анны 1-й (1908), 2-й (1880) и 3-й степеней, Св. Владимира 3-й (1893) и 4-й степеней, Св. Станислава 1-й (1896) и 2-й степени.
Скончался 26 октября (8 ноября) 1913 года. Отпевание было совершено 28 октября 1913 года в храме Казанской духовной академии архиепископом Казанским Иаковом, в сослужении ректора академии епископа Чистопольского Анатолия, ректора семинарии епископа Чебоксарского Михаила. Был похоронен на Арском кладбище Казани; на надгробии установлен крест из чёрного мрамора.

## Семья
С 1866 года был женат на дочери петербургского священника Александре Васильевне Покровской, которая умерла почти через год после рождения сына.
Вторая супругой Н. И. Ивановского была Мария Николаевна Чернова.
У Ивановского было восемь детей; из них пять сыновей: Михаил, Николай, Кирилл, Владимир и Евгений.
Михаил и Николай в советское время заведовали кафедрами высшей математики в Омске и Красноярске. Кирилл в 1920-1921 годах служил в штабе Унгерна, в 1923—1942 годах находился под контролем ОГПУ и КГБ. Его дважды приговаривали к расстрелу, умер в Омской тюрьме в 1942 году. Владимир — фармацевт. Евгений — священник настоятель Никольского храма в Сочи (в декабре 1917 года совершил отпевание, зверски убитых в Сочи, бывшего премьер министра Российской империи И. Л. Горемыкина и его семьи).